# Architektura romańska w Skandynawii

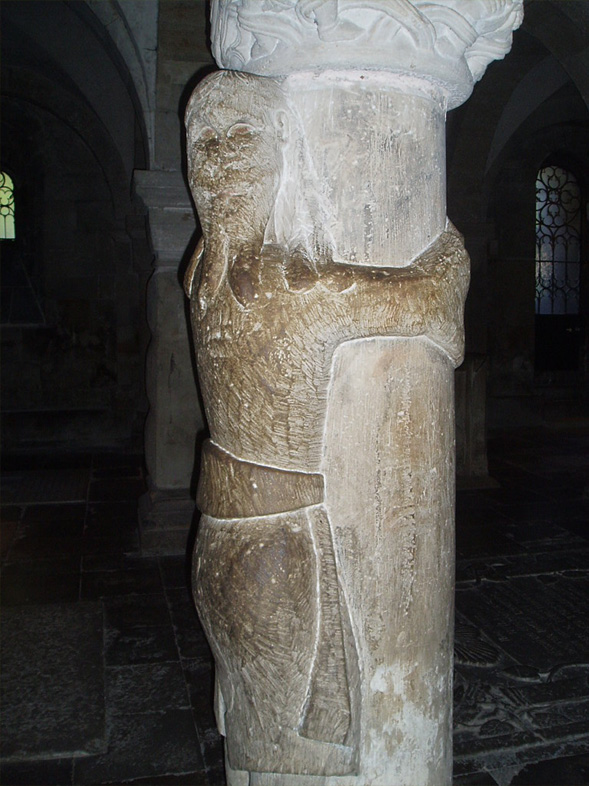
Katedra w Lund - kolumna w krypcie zdobiona płaskorzeźbami

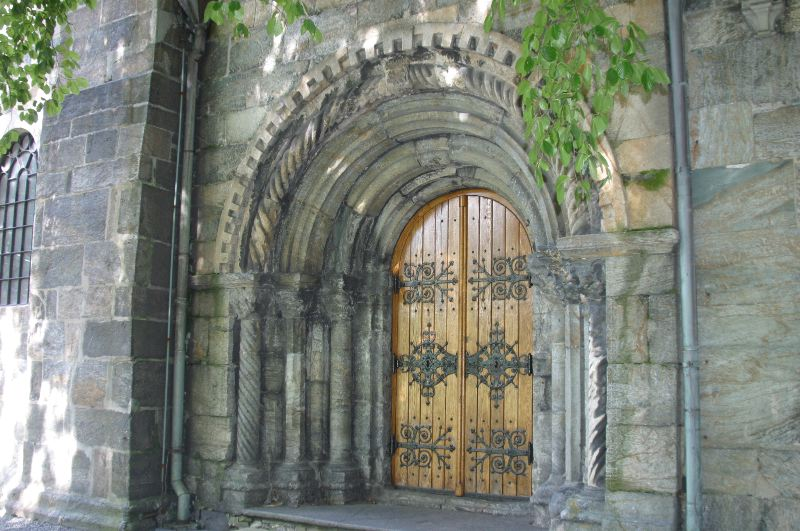
Kościół w Bergen - portal

W Skandynawii architektura romańska rozwijała się w dwóch kierunkach: z jednej strony kontynuowano rodzime tradycje budownictwa drewnianego, a z drugiej, budowano kościoły z kamienia nawiązujące swoją formą do budownictwa Niemiec, Anglii i Francji. W tym okresie zbudowano:
- katedrę w Lund, jest to trójnawowa bazylika, początkowo przykryta drewnianym stropem, z budowli romańskiej najlepiej zachowane są: absyda z arkadową galerią oraz krypta pod prezbiterium i transeptem. Czas jej budowy datowany jest na początek XII wieku. Z pierwszej ćwierci tego okresu pochodzi także sklepienie krzyżowe wzmocnione gurtami. Nie ma zgodności w datowaniu dwóch kolumn ozdobionych płaskorzeźbami postaci je obejmujących (określane jest na czas od początku XII wieku do XIV wieku).
- katedry z emporami w Ripen i Viborgu (Dania),
- kościół klasztorny w Warnhem, sklepiony, z obejściem, ale bez wieńca kaplic,
- bazylika w Vestervig, przykryta sklepieniem krzyżowym (Dania),
- katedry w Stavanger i Trondheim, wzorowane na architekturze angielskiej (Norwegia),
- kościół w Ringsaker z nawą główną przykrytą sklepieniem kolebkowym i półkolebkami nad nawami bocznymi,
- kościół w Bergen wzorowany na architekturze niemieckiej,
- kościoły na wyspie Bornholm w formie okrągłych baszt z dobudowanym porostokątnym chórem.
- kościół w Kalendborg (Zelandia), zbudowany z cegły pod koniec XII wieku. Jest to budowla na planie centralnym krzyża greckiego, z kwadratową wieżą w środku i czterema, ośmiokątnymi na zakończeniu naw.

Przykładem budownictwa drewnianego jest kościół o wysoko spiętrzonych dachach zbudowany w Hitterdat w XIII wieku
Literatura:
- Sztuka Świata – t. 3, Praca zbiorowa, Wydawnictwo „Arkady”, 1999 r.
- Historia architektury dla wszystkich – Tadeusz Broniewski, Wydawnictwo Ossolineum, 1990 r.
- David Watkin, Historia architektury zachodniej, Wydawnictwo „Arkady” 2006 r. ISBN 83-213-4178-0

Zobacz też: style architektoniczne, historia sztuki, sztuka romańska